# Sergio Camello
Sergio Camello Pérez (ur. 10 lutego 2001 w Madrycie) – hiszpański piłkarz grający na pozycji napastnika w hiszpańskim klubie Rayo Vallecano. Młodzieżowy reprezentant Hiszpanii. Złoty medalista Letnich Igrzysk Olimpijskich 2024 w Paryżu.

## Sukcesy

### Hiszpania U-23
- Złoty medal letnich igrzysk olimpijskich: 2024[2]

### Hiszpania U-21
- Wicemistrzostwo Europy U-21: 2023[3]